# Johan De Muynck
Johan De Muynck (født 30. maj 1948 i Sleidinge) er en tidligere belgisk professionel landevejscykelrytter fra 1971 til 1983. Højdepunktet i han karriere, kom da da han vandt Giro d'Italia i 1978. Han var en bjergrytter.